# Ro'im Rachok
Ro'im Rachok ( em hebraico: רואים רחוק; romaniz.: olhar para frente) é um programa criado para treinar jovens adultos autistas em tarefas pelas Forças de Defesa de Israel . Jovens adultos qualificados, que desejam se voluntariar para servir nas FDI ou se integrar ao mercado de trabalho, aprendem profissões nas quais têm uma vantagem comparativa.
Os primeiros formandos do programa aprenderam a analisar fotografias aéreas e de satélite em cooperação com a Unidade 9900 . Mais tarde, o programa se expandiu e atualmente dá treinamento para funções como controle de qualidade de software, classificação de informações, eletro-óptica e eletrônica. Os soldados servem em mais de 10 unidades na Comunidade de Inteligência Israelense, na Força Aérea Israelense e muito mais. Em 2016 o programa contou com cerca de 50 participantes. 
O programa é operado conjuntamente pelo think-tank belga Beyond the Horizon e pela universidade privada israelense Ono Academic College.
A Ro'im Rachok foi fundada em 2013 por dois veteranos do Mossad que perceberam que certos indivíduos no espectro do autismo podiam ser extraordinariamente hábeis em passar longas horas analisando fotografias de reconhecimento aéreo e identificando pequenos detalhes.  Além dos benefícios militares, o programa também oferece benefícios sociais. O serviço militar é obrigatório em Israel para quase todos os cidadãos, mas os adolescentes no espectro do autismo (e algumas deficiências) estão isentos do serviço militar.  Isto constitui uma barreira ao progresso nas suas vidas, uma vez que o serviço militar é um passo significativo na sociedade israelita para os jovens, tanto a nível simbólico como profissional. 
Atualmente, os militares consideram cada vez mais os indivíduos autistas com baixo nível de suporte como potencialmente úteis.  Em vez de forçar os indivíduos a permanecerem alistados pelos três anos de serviço padrão no exército israelita, a iniciativa Ro'im Rachok dá aos indivíduos a opção de se alistarem em períodos de um ano após a conclusão do treinamento obrigatório de três meses. Quando alistados, os soldados são acompanhados por um terapeuta e um psicólogo, bem como para acomodar algumas barreiras sociais que seus comandantes e colegas possam encontrar. 
O programa também ajuda a preparar jovens adultos autistas para o futuro, com treinamento sobre como lidar com situações desafiadoras relacionadas à vida civil, como o transporte público. O programa também ajuda a preparar pessoas para futuras carreiras em áreas e carreiras tecnológicas. A iniciativa Ro'im Rachok pretende utilizar as competências que as pessoas com autismo demonstram, bem como acabar com o estigma que envolve o autismo. 